# 2. československá hokejová liga 1964/1965
2. československá hokejová liga 1964/1965 byla 12. ročníkem československé druhé nejvyšší hokejové soutěže.

## Systém soutěže
Soutěže se účastnilo 32 týmů rozdělených do čtyř skupin po 8 týmech. Ve skupině se utkaly týmy čtyřkolově každý s každým (celkem 28 kol). Vítězové skupin postoupili do kvalifikace o nejvyšší soutěž, které se účastnily také týmy na 9. a 10. místě v nejvyšší soutěži (nejvyšší soutěž se zužovala z 12 na 10 týmů). Účast v dalším ročníku nejvyšší soutěže si zajistily první dva týmy kvalifikace.
Týmy na posledních místech jednotlivých skupin sestoupily do příslušného krajského přeboru. Týmy na předposledních místech skupin A, B a C se musely účastnit kvalifikace o 2. ligu z důvodu snižování počtu účastníků v 1. lize. Kvalifikace o 2. ligu se účastnili také vítězové jednotlivých krajských přeborů.

## Základní část

### Skupina A
| Poř. | Tým                        | Z  | V  | R | P  | VG  | OG  | B  |
| ---- | -------------------------- | -- | -- | - | -- | --- | --- | -- |
| 1.   | TJ VTŽ Chomutov            | 28 | 22 | 1 | 5  | 206 | 75  | 45 |
| 2.   | TJ Slavoj České Budějovice | 28 | 20 | 1 | 7  | 143 | 92  | 41 |
| 3.   | TJ Slavia Karlovy Vary     | 28 | 11 | 2 | 15 | 86  | 104 | 34 |
| 4.   | TJ Slavia Praha            | 28 | 13 | 4 | 11 | 105 | 104 | 24 |
| 5.   | TJ Spartak LZ Plzeň B      | 28 | 10 | 2 | 16 | 83  | 105 | 22 |
| 6.   | TJ SONP Kladno B           | 28 | 10 | 1 | 17 | 85  | 138 | 21 |
| 7.   | TJ CHZ ČSSP Litvínov B     | 28 | 10 | 0 | 18 | 111 | 148 | 20 |
| 8.   | TJ Kovosvit Holoubkov      | 28 | 8  | 1 | 19 | 91  | 166 | 17 |

### Skupina B
| Poř. | Tým                            | Z  | V  | R | P  | VG  | OG  | B  |
| ---- | ------------------------------ | -- | -- | - | -- | --- | --- | -- |
| 1.   | VTJ Dukla Litoměřice           | 28 | 16 | 3 | 9  | 137 | 71  | 35 |
| 2.   | TJ Spartak ZVÚ Hradec Králové  | 28 | 14 | 2 | 12 | 109 | 89  | 30 |
| 3.   | TJ Spartak AZNP Mladá Boleslav | 28 | 13 | 3 | 12 | 105 | 93  | 29 |
| 4.   | TJ Spartak Tatra Kolín         | 28 | 11 | 6 | 11 | 86  | 97  | 28 |
| 5.   | TJ Stadion Liberec             | 28 | 11 | 5 | 12 | 85  | 108 | 27 |
| 6.   | TJ Jiskra Havlíčkův Brod       | 28 | 13 | 1 | 14 | 82  | 114 | 27 |
| 7.   | TJ ČKD Praha                   | 28 | 12 | 2 | 14 | 114 | 127 | 26 |
| 8.   | TJ Spartak Praha Sokolovo B    | 28 | 9  | 4 | 15 | 90  | 109 | 22 |

### Skupina C
| Poř. | Tým                                     | Z  | V  | R | P  | VG  | OG  | B  |
| ---- | --------------------------------------- | -- | -- | - | -- | --- | --- | -- |
| 1.   | TJ Slezan OSP Opava                     | 28 | 24 | 1 | 3  | 159 | 75  | 49 |
| 2.   | TJ Spartak Královopolská strojírna Brno | 28 | 14 | 6 | 8  | 121 | 90  | 34 |
| 3.   | TJ Spartak Moravia Olomouc              | 28 | 15 | 2 | 11 | 118 | 95  | 32 |
| 4.   | TJ Železárny Prostějov                  | 28 | 12 | 5 | 11 | 138 | 109 | 29 |
| 5.   | TJ Baník OKD Ostrava                    | 28 | 11 | 5 | 12 | 118 | 129 | 27 |
| 6.   | TJ Gottwaldov B                         | 28 | 9  | 0 | 19 | 97  | 154 | 18 |
| 7.   | TJ Slovan Hodonín                       | 28 | 7  | 4 | 17 | 98  | 148 | 18 |
| 8.   | TJ Spartak Třebíč                       | 28 | 8  | 1 | 19 | 92  | 141 | 17 |

### Skupina D
| Poř. | Tým                                  | Z  | V  | R | P  | VG  | OG  | B  |
| ---- | ------------------------------------ | -- | -- | - | -- | --- | --- | -- |
| 1.   | TJ Jednota Žilina                    | 28 | 19 | 4 | 5  | 128 | 58  | 42 |
| 2.   | VTJ Dukla Trenčín                    | 28 | 15 | 4 | 9  | 127 | 79  | 34 |
| 3.   | VTJ Dukla Nitra                      | 28 | 15 | 4 | 9  | 102 | 80  | 34 |
| 4.   | TJ Iskra Liptovský Mikuláš           | 28 | 15 | 0 | 13 | 103 | 117 | 30 |
| 5.   | TJ Lokomotíva Vagónka Stavbár Poprad | 28 | 13 | 3 | 12 | 93  | 103 | 29 |
| 6.   | TJ Iskra Smrečina Banská Bystrica    | 28 | 10 | 5 | 13 | 92  | 92  | 25 |
| 7.   | TJ Slovan CHZJD Bratislava B         | 28 | 11 | 2 | 15 | 103 | 100 | 24 |
| 8.   | TJ Štart Nitra                       | 28 | 3  | 0 | 25 | 58  | 177 | 6  |

Týmy TJ VTŽ Chomutov, VTJ Dukla Litoměřice, TJ Slezan OSP Opava a TJ Jednota Žilina postoupily do kvalifikace o nejvyšší soutěž, které se kromě nich účastnily i týmy na 9. a 10. místě nejvyšší soutěže. Ani jeden z druholigistů v kvalifikaci neuspěl.
Týmy TJ ČKD Praha, TJ CHZ ČSSP Litvínov B a TJ Slovan Hodonín musely svoji druholigovou příslušnost hájit v kvalifikaci o 2. ligu.
Týmy TJ Kovosvit Holoubkov, TJ Spartak Praha Sokolovo B, TJ Spartak Třebíč a TJ Štart Nitra sestoupily do příslušného krajského přeboru.

## Kvalifikace o 2. ligu

### Skupina A
| Poř. | Tým                                                                           | Z | V | R | P | VG | IG | B  |
| ---- | ----------------------------------------------------------------------------- | - | - | - | - | -- | -- | -- |
| 1.   | TJ CHZ ČSSP Litvínov B (předposlední ze skupiny A 2. ligy)                    | 6 | 5 | 1 | 0 | 40 | 9  | 11 |
| 2.   | TJ Konstruktiva Praha (přeborník Pražského krajského přeboru)                 | 6 | 3 | 1 | 2 | 13 | 12 | 7  |
| 3.   | VTJ Dukla Písek (přeborník Jihočeského krajského přeboru)                     | 6 | 2 | 0 | 4 | 17 | 23 | 4  |
| 4.   | TJ Spartak Rožmitál pod Třemšínem (přeborník Středočeského krajského přeboru) | 6 | 1 | 0 | 5 | 7  | 36 | 2  |

### Skupina B
| Poř. | Tým                                                                                | Z | V | R | P | VG | IG | B  |
| ---- | ---------------------------------------------------------------------------------- | - | - | - | - | -- | -- | -- |
| 1.   | TJ ČKD Praha (předposlední ze skupiny B 2. ligy)                                   | 6 | 6 | 0 | 0 | 49 | 10 | 12 |
| 2.   | VTJ Dukla Liberec (přeborník Severočeského krajského přeboru)                      | 6 | 4 | 0 | 2 | 34 | 24 | 8  |
| 3.   | TJ Tatran Horní Bříza (přeborník Západočeského krajského přeboru)                  | 6 | 2 | 0 | 4 | 20 | 31 | 4  |
| 4.   | TJ Jiskra Juta Dvůr Králové nad Labem (přeborník Východočeského krajského přeboru) | 6 | 0 | 0 | 6 | 0  | 30 | 0  |

### Skupina C
| Poř. | Tým                                                                                    | Z | V | R | P | VG | IG | B  |
| ---- | -------------------------------------------------------------------------------------- | - | - | - | - | -- | -- | -- |
| 1.   | TJ Slovan Hodonín (předposlední ze skupiny C 2. ligy)                                  | 6 | 5 | 0 | 1 | 40 | 9  | 10 |
| 2.   | TJ Tatra Kopřivnice (přeborník Severomoravského krajského přeboru sk.?)                | 6 | 3 | 1 | 2 | 17 | 22 | 7  |
| 3.   | TJ Dynamo Jihlava (přeborník Jihomoravského krajského přeboru)                         | 6 | 3 | 0 | 3 | 28 | 28 | 6  |
| 4.   | TJ Baník Důl Dukla Havířov - Suchá (přeborník Severomoravského krajského přeboru sk.?) | 6 | 0 | 1 | 5 | 5  | 39 | 1  |

### Skupina D
| Poř. | Tým                                                                              | Z | V | R | P | VG | IG | B |
| ---- | -------------------------------------------------------------------------------- | - | - | - | - | -- | -- | - |
| 1.   | TJ Jednota Trenčín (přeborník Západoslovenského krajského přeboru)               | 4 | 2 | 1 | 1 | 11 | 13 | 5 |
| 2.   | TJ Spartak SMZ Dubnica nad Váhom (přeborník Středoslovenského krajského přeboru) | 4 | 1 | 2 | 1 | 17 | 14 | 4 |
| 3.   | TJ Tatran Prešov (přeborník Východoslovenského krajského přeboru)                | 4 | 1 | 1 | 2 | 16 | 17 | 3 |

Týmy TJ CHZ ČSSP Litvínov B, TJ ČKD Praha a TJ Slovan Hodonín se udržely ve 2. lize. Nově do ní postoupily týmy TJ Jednota Trenčín a VTJ Dukla Liberec (jako nejlepší z 2. míst).
Tým TJ Spartak Třebíč z důvodu odstoupení týmu TJ SONP Kladno B nakonec nesestoupil.